# Landschaftsschutzgebiet Offenlandkomplex um Wülfte / Briloner Hochfläche

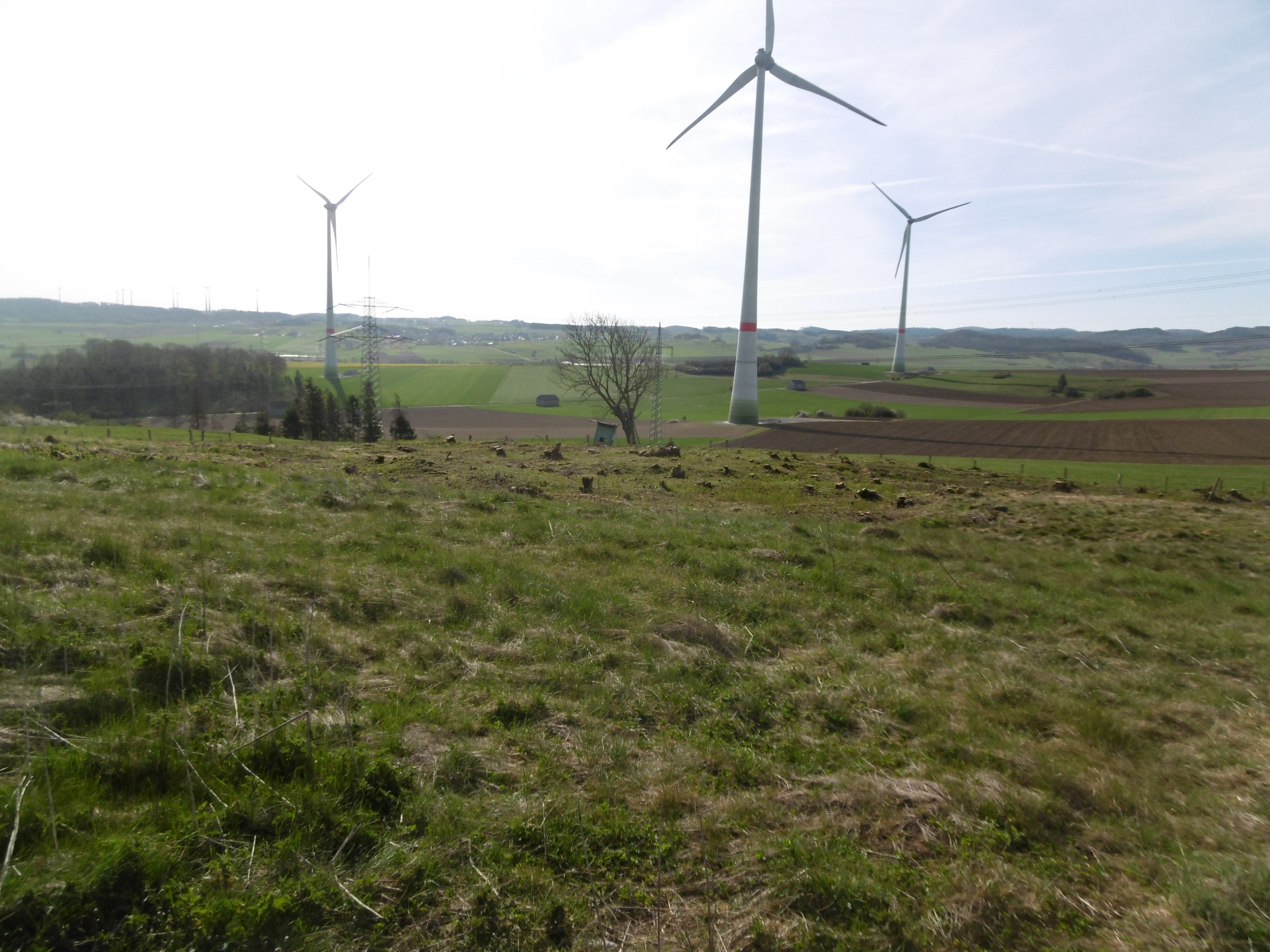
Blick vom Naturschutzgebiet Halle ins Landschaftsschutzgebiet Offenlandkomplex um Wülfte / Briloner Hochfläche

Das Landschaftsschutzgebiet Offenlandkomplex um Wülfte / Briloner Hochfläche mit 711,2 ha Größe liegt um Wülfte im Stadtgebiet von Brilon. Das Gebiet wurde 2008 mit dem Landschaftsplan Briloner Hochfläche durch den Hochsauerlandkreis als Landschaftsschutzgebiet (LSG) ausgewiesen. Das LSG reicht bis an den Siedlungsraum. Das LSG wird fast ganz landwirtschaftlich genutzt. Dabei überwiegen Grünlandflächen als Nutzung.
Das LSG Offenlandkomplex um Wülfte / Briloner Hochfläche wurde als eines von 22 Landschaftsschutzgebieten vom Typ B, Ortsrandlagen und Landschaftscharakter ausgewiesen. Es gibt im Stadtgebiet auch vier Landschaftsschutzgebiete vom Typ A (Allgemeiner Landschaftsschutz) und 53 Landschaftsschutzgebiete vom Typ C (Wiesentäler und bedeutsames Extensivgrünland) mit anderen Auflagen. Das LSG grenzt teilweise direkt an den Siedlungsraum von Brilon.

## Verbote
Wie in den anderen Landschaftsschutzgebieten vom Typ A besteht im LSG ein Verbot, Bauwerke zu errichten. Vom Verbot ausgenommen sind Bauvorhaben für Gartenbaubetriebe, Land- und Forstwirtschaft, die öffentliche Versorgung mit Elektrizität, Gas, Telekommunikationsdienstleistungen, Wärme und Wasser, die Abwasserwirtschaft oder einen bestehenden angrenzenden gewerblichen Betrieb (§ 35 Abs. 1 Nr. 1 und 2 des Baugesetzbuches). Auch der Bau von Windkraftanlagen und Wasserkraftwerken ist mit Baugenehmigung erlaubt. Erstaufforstungen und auch die Neuanlage von Weihnachtsbaumkulturen, Schmuckreisig- und Baumschulkulturen unterliegen einer behördlichen Genehmigung der Unteren Naturschutzbehörde.

## Gebote
Laut Ausweisung sind verschiedene Gebote festgesetzt worden. Das LSG ist durch landwirtschaftliche Nutzung und Pflegemaßnahmen von Bewaldung freizuhalten. Brachflächen sind abschnittsweise im Turnus von drei Jahren zu mähen, um eine Verbuschung zu verhindern. Dabei darf nicht vor dem 1. August gemäht werden, um Bruten nicht zu vernichten. Bei der Mahd ist das Mähgut abzutransportieren. Auf Obstweiden sind, falls notwendig, Obstbäume nachzupflanzen. Abgestorbene Obstbäume sind als Habitatbäume zu belassen. Die Hecken sind alle 10 bis 15 Jahre „auf den Stock“ zu setzen, wobei Einzelbäume zu belassen sind. Die Heckenarbeiten dürfen nur vom 1. Oktober bis 28. Februar durchgeführt werden.